# فیلارمونیک برلین
فیلارمونیک برلین یکی از پیشروترین ارکسترهای دنیا است. رهبر ثابت فعلی آن کریل پترنکو است. فیلارمونیک برلین گروه‌های موسیقی مجلسی زیادی را حمایت می‌کند. بودجهٔ سازمانی آن از محل یارانهٔ شهر برلین و با کمک دویچه بانک تأمین می‌شود.

## تاریخچه
ارکستر فیلارمونیک برلین در بهار ۱۸۸۲ در برلین توسط ۵۴ موسیقیدان تحت عنوان گروه سابق بیلسه (آلمانی: Frühere Bilsesche Kapelle) تشکیل شد؛ گروه آنها پس از اینکه رهبر قبلی‌شان بنجامین بیلسه اعلام کرد که قصد دارد برای یک کنسرت گروه را با قطار درجه چهار به ورشو ببرد، از هم پاشید. ارکستر در سال ۱۸۸۷ نام فعلی خود را گرفت و تحت مدیریت مالی هرمان وولف درآمد. اولین رهبر آن در سازماندهی جدید در سال ۱۸۸۷ لودیگ فان برنر بود.
هانس فون بلوو یکی از مشهورترین رهبران جهان به فیلارمونیک برلین پیوست، و از آن زمان بود که اعتبار ارکستر، با رهبران مهمانی چون هانس ریشتر، فلیکس فون واینگارتنر، ریچارد اشتراوس، گوستاو مالر، یوهانس برامس و ادوارد گریگ که آن را در طول چند سال بعد رهبری کردند، تثبیت شد.
در ۱۸۹۵، آرتور نیکیش به رهبری ارکستر رسید و به دنبال او در ۱۹۲۳ ویلهلم فورت‌ونگلر به این مقام دست یافت. علی‌رغم تغییرات متعدد در رهبری، ارکستر در جنگ جهانی دوم نیز به اجراهای خود ادامه داد. پس از گریختن فورت‌ونگلر به سوییس در ۱۹۴۵، لئو بوکارد به سرپرستی ارکستر رسید. لاین آرایش چند ماه بیشتر دوام نیاورد، چرا که بوکارد تصادفاً توسط نیروهای آمریکایی که برلین را اشغال کرده بودند کشته شد. سپس سرجیو چلیبیداکه برای ۷ سال، از ۱۹۴۵ تا ۱۹۵۲ سرپرست شد. فورت‌ونگلر در ۱۹۵۲ بازگشت و ارکستر را تا زمان وفاتش در ۱۹۵۲ رهبری نمود.
رهبر بعدی هربرت فون کارایان بود، که ارکستر را از ۱۹۵۵ تا ۱۹۸۹ هدایت کرد و تنها چند ماه قبل از مرگش در آوریل همان سال استعفا داد. تحت رهبری او، ارکستر ضبط‌های فراوانی داشت و تورهای گسترده‌ای برگزار کرد
پس از او کلودیو آبادو سرپرست ارکستر شد و رپرتوار ارکستر را از هستهٔ کلاسیک و رومانتیک به موسیقی کلاسیک قرن بیستم گسترش داد. او در سال ۲۰۰۳ از سمت خود استعفا داد. در طول دوران پیش از اتحاد دو آلمان، ارکستر با مشکلات عدیدهٔ مالی مواجه شد که ناشی از کسری بودجه در شهر برلین بود. سالها پس از رفتن آبادو، در سال ۲۰۰۶، آکادمی ارکستر فیلارمونیک برلین، جایزهٔ آهنگسازی کلودیو آبادو را به افتخار او بنیاد نهاد.
در ژوئن ۱۹۹۹، موسیقیدانان سر سایمون رتل را به عنوان رهبر و سرپرست ارکستر انتخاب کردند. رتل شرط امضای قرارداد با فیلارمونیک برلین را تغییر ماهیت آن به یک بنیاد عمومی خودمختار، با قدرت تصمیم‌گیری هنری و مالی قرار داد. این امر نیازمند تغییر در قوانین مصوب مجلس داشت که در سال ۲۰۰۱ تصویب شد، و امکان اضافه شدن او به سازمان را فراهم کرد. هم‌اکنون مدیر مالی ارکستر پاملا روزنبرگ است.
در سال ۲۰۰۶، ارکستر اعلام کرد که در مورد نقشش در زمان رژیم نازی تحقیق و تفحص خواهد کرد. در سال ۲۰۰۷ میشا آستر کتابی را با نام "ارکستر رایش" منتشر کرد که در ٱن، رابطهٔ فیلارمونیک برلین با حاکمان رایش سوم را مورد پژوهش قرار داده بود.
اولین سالن کنسرت فیلارمونیک برلین در طول جنگ جهانی دوم در ۱۹۴۴ تخریب شد. ساختمان جدید برلین فیلارمونی در ۱۹۶۳ با معماری هانس شارون در کولتورفروم برلین ساخته شد.

## مدیران
- لودویگ فون برنر (۱۸۸۲–۱۸۸۷)
- هانس فون بلوو (۱۸۸۷–۱۸۹۳)
- ریچارد اشتراوس (۱۸۹۴-۱۸۹۵)
- آرتور نیکیش (۱۸۹۵–۱۹۲۲)
- ویلهلم فورت‌ونگلر (۱۹۲۲–۱۹۴۵)
- لئو بورکارد (می-آگوست ۱۹۴۵)
- سرجیو چلیبیداکه (۱۹۴۵–۱۹۵۲)
- ویلهلم فورت‌ونگلر (۱۹۵۲–۱۹۵۴)
- هربرت فون کارایان (۱۹۵۴–۱۹۸۹)
- کلودیو آبادو (۱۹۸۹–۲۰۰۲)
- سایمون رتل (۲۰۰۲-۲۰۱۸)
- کریل پترنکو (۲۰۱۹-اکنون)